# Кубок мира по прыжкам с трамплина 2024/2025
| Кубок мира по прыжкам с трамплина 2024/2025 года |                     |                |
|                                                  | Мужчины             | Женщины        |
| Общий зачёт                                      | Даниэль Чофениг (1) | Ника Превц (2) |
| Полёты с трамплина                               | Домен Превц (1)     | -              |
| Кубок наций                                      | Австрия (22)        | Германия (3)   |
| <<<2023/2024                                     |                     | 2025/2026>>>   |

Кубок мира по прыжкам с трамплина 2024/2025 — международный турнир по прыжкам с трамплина на лыжах, состоящий из нескольких этапов, который начался 22 ноября 2024 года на трамплинном комплексе в норвежском Лиллехаммере и завершился 30 марта 2025 года этапом в словенской Планице. Чемпионат мира состоялся отдельно на трамплинах в норвежском Тронхейме со 2 по 8 марта 2025 года.
Данный Кубок мира являлся 46-м сезоном у мужчин, 28-м сезоном на полётных трамплинах и 14-м сезоном у женщин. 
В прошлом сезоне победителями общего зачёта Кубка мира стали Штефан Крафт из Австрии и Ника Превц из Словении. На полётном трамплине победителям прошлого сезона был Даниэль Хубер из Австрии. В общем зачёте Кубка наций и у мужчин, и у женщин успех праздновали австрийские лыжники.
В текущем сезоне победителями стали австриец Даниэль Чофениг и словенка Ника Превц. на полётных трамплинах успех праздновал Домен Превц из Словении. Победителями Кубка наций у женщин стала Германия, а у мужчин Австрия. 

## Результаты соревнований

### Мужчины

#### Индивидуальные соревнования
| Этап | Дата       | Место проведения         | Дисциплина                                           | Первое место         | Второе место         | Третье место              | Отчёт |
| ---- | ---------- | ------------------------ | ---------------------------------------------------- | -------------------- | -------------------- | ------------------------- | ----- |
| 1    | 23.11.2024 | Лиллехаммер              | БТ 140 м Индивидуальные соревнования                 | Пиус Пашке           | Даниэль Чофениг      | Максимилиан Ортнер        |       |
| 2    | 24.11.2024 | Лиллехаммер              | БТ 140 м Индивидуальные соревнования                 | Ян Хёрль             | Пиус Пашке           | Даниэль Чофениг           |       |
| 3    | 30.11.2024 | Рука                     | БТ 142 м Индивидуальные соревнования                 | Пиус Пашке           | Ян Хёрль             | Штефан Крафт              |       |
| 4    | 01.12.2024 | Рука                     | БТ 142 м Индивидуальные соревнования                 | Андреас Веллингер    | Штефан Крафт         | Карл Гайгер               |       |
| 5    | 07.12.2024 | Висла                    | БТ 134 м Индивидуальные соревнования                 | Даниэль Чофениг      | Грегор Дешванден     | Пиус Пашке                |       |
| 6    | 08.12.2024 | Висла                    | БТ 134 м Индивидуальные соревнования                 | Пиус Пашке           | Ян Хёрль             | Штефан Крафт              |       |
| 7    | 14.12.2024 | Титизе-Нойштадт          | БТ 142 м Индивидуальные соревнования                 | Пиус Пашке           | Грегор Дешванден     | Даниэль Чофениг           |       |
| 8    | 15.12.2024 | Титизе-Нойштадт          | БТ 142 м Индивидуальные соревнования                 | Пиус Пашке           | Михаэль Хайбёк       | Кристоффер Эриксен Сундал |       |
| 9    | 21.12.2024 | Энгельберг               | БТ 140 м Индивидуальные соревнования                 | Ян Хёрль             | Даниэль Чофениг      | Грегор Дешванден          |       |
| 10   | 22.12.2024 | Энгельберг               | БТ 140 м Индивидуальные соревнования                 | Даниэль Чофениг      | Ян Хёрль             | Штефан Крафт              |       |
| 11   | 29.12.2024 | Оберстдорф               | БТ 137 м Нокаут соревнования                         | Штефан Крафт         | Ян Хёрль             | Даниэль Чофениг           |       |
| 12   | 01.01.2025 | Гармиш-Партенкирхен      | БТ 142 м Нокаут соревнования                         | Даниэль Чофениг      | Грегор Дешванден     | Михаэль Хайбёк            |       |
| 13   | 04.01.2025 | Инсбрук                  | БТ 130 м Нокаут соревнования                         | Штефан Крафт         | Ян Хёрль             | Даниэль Чофениг           |       |
| 14   | 06.01.2025 | Бишофсхофен              | БТ 142 м Нокаут соревнования                         | Даниэль Чофениг      | Ян Хёрль             | Штефан Крафт              |       |
| 2025 | 2025       | Турне четырёх трамплинов | Итоговое положение                                   | Даниэль Чофениг      | Ян Хёрль             | Штефан Крафт              |       |
| 15   | 19.01.2025 | Закопане                 | БТ 140 м Индивидуальные соревнования                 | Даниэль Чофениг      | Йоханн Андре Форфанг | Ян Хёрль                  |       |
| 16   | 25.01.2025 | Оберстдорф               | ПТ 235 м Индивидуальные соревнования                 | Тими Зайц            | Йоханн Андре Форфанг | Домен Превц               |       |
| 17   | 26.01.2025 | Оберстдорф               | ПТ 235 м Индивидуальные соревнования                 | Домен Превц          | Йоханн Андре Форфанг | Михаэль Хайбёк            |       |
| 18   | 01.02.2025 | Виллинген                | БТ 147 м Индивидуальные соревнования                 | Даниэль Чофениг      | Анже Ланишек         | Максимилиан Ортнер        |       |
| 19   | 02.02.2025 | Виллинген                | БТ 147 м Индивидуальные соревнования                 | Даниэль Чофениг      | Йоханн Андре Форфанг | Ян Хёрль                  |       |
| 20   | 08.02.2025 | Лейк-Плэсид              | БТ 128 м Индивидуальные соревнования                 | Йоханн Андре Форфанг | Ян Хёрль             | Даниэль Чофениг           |       |
| 21   | 09.02.2025 | Лейк-Плэсид              | БТ 128 м Индивидуальные соревнования                 | Даниэль Чофениг      | Ян Хёрль             | Анже Ланишек              |       |
| 22   | 15.02.2025 | Саппоро                  | БТ 137 м Индивидуальные соревнования                 | Рёю Кобаяси          | Ян Хёрль             | Домен Превц               |       |
| 23   | 16.02.2025 | Саппоро                  | БТ 137 м Индивидуальные соревнования                 | Рёю Кобаяси          | Мариус Линнвик       | Йоханн Андре Форфанг      |       |
|      | 13.03.2025 | Осло                     | БТ 134 м Индивидуальные предварительные соревнования | Карл Гайгер          | Андреас Веллингер    | Рёю Кобаяси               |       |
| 24   | 13.03.2025 | Осло                     | БТ 134 м Индивидуальные финальные соревнования       | Рёю Кобаяси          | Ян Хёрль             | Карл Гайгер               |       |
|      | 14.03.2025 | Викерсунн                | ПТ 240 м Индивидуальные предварительные соревнования | Домен Превц          | Штефан Крафт         | Тими Зайц                 |       |
| 25   | 15.03.2025 | Викерсунн                | ПТ 240 м Индивидуальные финальные соревнования       | Андреас Веллингер    | Тими Зайц            | Анже Ланишек              |       |
| 26   | 16.03.2025 | Викерсунн                | ПТ 240 м Индивидуальные финальные соревнования       | Домен Превц          | Андреас Веллингер    | Рёю Кобаяси               |       |
| 2025 | 2025       | Raw Air                  | Итоговое положение                                   | Андреас Веллингер    | Домен Превц          | Рёю Кобаяси               |       |
| 27   | 22.03.2025 | Лахти                    | БТ 130 м Индивидуальные соревнования                 | Анже Ланишек         | Штефан Крафт         | Павел Вонсек              |       |
|      | 27.03.2025 | Планица                  | БТ 240 м Индивидуальные предварительные соревнования | Андреас Веллингер    | Пиус Пашке           | Маркус Айзенбихлер        |       |
| 28   | 28.03.2025 | Планица                  | ПТ 240 м Индивидуальные финальные соревнования       | Домен Превц          | Анже Ланишек         | Рёю Кобаяси               |       |
|      | 29.03.2025 | Планица                  | БТ 240 м Индивидуальные предварительные соревнования | Домен Превц          | Андреас Веллингер    | Анже Ланишек              |       |
| 29   | 30.03.2024 | Планица                  | ПТ 240 м Индивидуальные финальные соревнования       | Анже Ланишек         | Домен Превц          | Андреас Веллингер         |       |
|      | 2025       | Планица                  | Итоговое положение                                   | Домен Превц          | Анже Ланишек         | Андреас Веллингер         |       |

#### Командные соревнования
| Этап | Дата       | Место проведения | Дисциплина | Первое место                                                             | Второе место                                                  | Третье место                                                                                             | Отчёт |
| ---- | ---------- | ---------------- | ---------- | ------------------------------------------------------------------------ | ------------------------------------------------------------- | --- | ----- |
| 1    | 18.01.2025 | Закопане         | БТ 140 м   | Австрия · Ян Хёрль · Максимилиан Ортнер · Штефан Крафт · Даниэль Чофениг | Словения · Ловро Кос · Тими Зайц · Домен Превц · Анже Ланишек | Норвегия · Кристоффер Эриксен Сундал · Бенджамин Оствольд · Халвор Эгнер Гранеруд · Йоханн Андре Форфанг |       |
| 2    | 29.03.2025 | Планица          | ПТ 240 м   |                                                                          |                                                               | |       |

#### Парные соревнования
| Этап | Дата       | Место проведения | Дисциплина | Первое место                              | Второе место                             | Третье место                                                 | Отчёт |
| ---- | ---------- | ---------------- | ---------- | ----------------------------------------- | ---------------------------------------- | ------------------------------------------------------------ | ----- |
| 1    | 13.12.2024 | Титизе-Нойштадт  | БТ 142 м   | Германия · Андреас Веллингер · Пиус Пашке | Австрия · Даниэль Чофениг · Ян Хёрль     | Норвегия · Халвор Эгнер Гранеруд · Кристоффер Эриксен Сундал |       |
| 2    | 23.03.2025 | Лахти            | БТ 130 м   | Словения · Ловро Кос · Анже Ланишек       | Австрия · Мануэль Феттнер · Штефан Крафт | Япония · Рен Никайдо · Рёю Кобаяси                           |       |

### Женщины

#### Индивидуальные соревнования
| Этап | Дата       | Место проведения    | Дисциплина                           | Первое место                                                                                 | Второе место                                                                                 | Третье место                                                                                 | Отчёт |
| ---- | ---------- | ------------------- | ------------------------------------ | -------------------------------------------------------------------------------------------- | -------------------------------------------------------------------------------------------- | -------------------------------------------------------------------------------------------- | ----- |
| 1    | 23.11.2024 | Лиллехаммер         | НТ 140 м Индивидуальные соревнования | Ника Превц                                                                                   | Катарина Шмид                                                                                | Селина Фрайтаг                                                                               |       |
| 2    | 24.11.2024 | Лиллехаммер         | БТ 140 м Индивидуальные соревнования | Катарина Шмид                                                                                | Селина Фрайтаг                                                                               | Лиза Эдер                                                                                    |       |
| 3    | 14.12.2024 | Чунли               | НТ 106 м Индивидуальные соревнования | Катарина Шмид                                                                                | Эйрин Мария Квандал                                                                          | Ника Превц                                                                                   |       |
| 4    | 15.12.2024 | Чунли               | НТ 106 м Индивидуальные соревнования | Катарина Шмид                                                                                | Эма Клинец                                                                                   | Лиза Эдер                                                                                    |       |
| 5    | 21.12.2024 | Энгельберг          | БТ 140 м Индивидуальные соревнования | Ника Превц                                                                                   | Катарина Шмид                                                                                | Теа Миньян Бьёрсет                                                                           |       |
| 6    | 22.12.2024 | Энгельберг          | БТ 140 м Индивидуальные соревнования | Соревнования отменены из-за погодных условий после того, как 47 лыжниц завершили свои прыжки | Соревнования отменены из-за погодных условий после того, как 47 лыжниц завершили свои прыжки | Соревнования отменены из-за погодных условий после того, как 47 лыжниц завершили свои прыжки |       |
| 7    | 31.12.2024 | Гармиш-Партенкирхен | БТ 142 м                             | Ника Превц                                                                                   | Эйрин Мария Квандал                                                                          | Ева Пинкельниг                                                                               |       |
| 8    | 01.01.2025 | Оберстдорф          | БТ 137 м                             | Ника Превц                                                                                   | Анна Удине Стрём                                                                             | Эйрин Мария Квандал                                                                          |       |
| 2025 | 2025       | Турне двух ночей    | Итоговое положение                   | Ника Превц                                                                                   | Эйрин Мария Квандал                                                                          | Катарина Шмид                                                                                |       |
| 9    | 05.01.2025 | Филлах              | НТ 98 м Индивидуальные соревнования  | Катарина Шмид                                                                                | Ника Превц                                                                                   | Жаклин Зайфридсбергер                                                                        |       |
| 10   | 06.01.2025 | Филлах              | НТ 98 м Индивидуальные соревнования  | Ева Пинкельниг                                                                               | Катарина Шмид                                                                                | Ника Превц                                                                                   |       |
| 11   | 18.01.2025 | Саппоро             | БТ 137 м Индивидуальные соревнования | Александрия Лутитт                                                                           | Лиза Эдер                                                                                    | Эйрин Мария Квандал                                                                          |       |
| 12   | 19.01.2025 | Саппоро             | БТ 137 м Индивидуальные соревнования | Эйрин Мария Квандал                                                                          | Селина Фрайтаг                                                                               | Теа Миньян Бьёрсет                                                                           |       |
| 13   | 24.01.2025 | Дзао                | НТ 102 м Индивидуальные соревнования | Ника Превц                                                                                   | Теа Миньян Бьёрсет                                                                           | Ева Пинкельниг                                                                               |       |
| 14   | 26.01.2025 | Дзао                | НТ 102 м Индивидуальные соревнования | Жаклин Зайфридсбергер                                                                        | Эйрин Мария Квандал                                                                          | Ника Превц                                                                                   |       |
| 15   | 01.02.2025 | Виллинген           | БТ 147 м Индивидуальные соревнования | Эйрин Мария Квандал                                                                          | Анна Удине Стрём                                                                             | Жаклин Зайфридсбергер                                                                        |       |
| 16   | 07.02.2025 | Лейк-Плэсид         | БТ 128 м Индивидуальные соревнования | Ника Превц                                                                                   | Эйрин Мария Квандал                                                                          | Александрия Лутитт                                                                           |       |
| 17   | 08.02.2025 | Лейк-Плэсид         | БТ 128 м Индивидуальные соревнования | Ника Превц                                                                                   | Агнес Рейш                                                                                   | Селина Фрайтаг                                                                               |       |
| 18   | 15.02.2025 | Любно               | НТ 94 м Индивидуальные соревнования  | Ника Превц                                                                                   | Селина Фрайтаг                                                                               | Теа Миньян Бьёрсет                                                                           |       |
| 19   | 16.02.2025 | Любно               | НТ 94 м Индивидуальные соревнования  | Ника Превц                                                                                   | Селина Фрайтаг                                                                               | Лиза Эдер                                                                                    |       |
| 20   | 22.02.2025 | Хинценбах           | НТ 90 м Индивидуальные соревнования  | Ника Превц                                                                                   | Селина Фрайтаг                                                                               | Жаклин Зайфридсбергер                                                                        |       |
| 21   | 23.02.2025 | Хинценбах           | НТ 90 м Индивидуальные соревнования  | Ника Превц                                                                                   | Селина Фрайтаг                                                                               | Эбигейл Стрейт                                                                               |       |
| 22   | 13.03.2025 | Осло                | БТ 134 м Индивидуальные соревнования | Ника Превц                                                                                   | Анна Удине Стрём                                                                             | Эйрин Мария Квандал                                                                          |       |
| 23   | 15.03.2025 | Викерсунн           | ПТ 240 м Индивидуальные соревнования | Ника Превц                                                                                   | Эма Клинец                                                                                   | Селина Фрайтаг                                                                               |       |
| 24   | 16.03.2025 | Викерсунн           | ПТ 240 м Индивидуальные соревнования | Соревнования отменены из-за погодных условий                                                 | Соревнования отменены из-за погодных условий                                                 | Соревнования отменены из-за погодных условий                                                 |       |
| 2025 | 2025       | Raw Air             | Итоговое положение                   | Ника Превц                                                                                   | Эйрин Мария Квандал                                                                          | Анна Удине Стрём                                                                             |       |
| 25   | 20.03.2025 | Лахти               | БТ 130 м Индивидуальные соревнования | Ника Превц                                                                                   | Селина Фрайтаг                                                                               | Александрия Лутитт                                                                           |       |
| 26   | 21.03.2025 | Лахти               | БТ 130 м Индивидуальные соревнования | Ника Превц                                                                                   | Селина Фрайтаг                                                                               | Эма Клинец                                                                                   |       |

#### Парные соревнования
| Этап | Дата       | Место проведения | Дисциплина | Первое место                           | Второе место                                        | Третье место                                     | Отчёт |
| ---- | ---------- | ---------------- | ---------- | -------------------------------------- | --------------------------------------------------- | ------------------------------------------------ | ----- |
| 1    | 25.01.2025 | Дзао             | НТ 102 м   | Германия · Селина Фрайтаг · Агнес Рейш | Норвегия · Теа Миньян Бьёрсет · Эйрин Мария Квандал | Австрия · Жаклин Зайфридсбергер · Ева Пинкельниг |       |

### Микст

#### Командные соревнования
| Этап | Дата       | Место проведения | Дисциплина                      | Первое место                                                                                           | Второе место                                                                                           | Третье место                                                                   | Отчёт |
| ---- | ---------- | ---------------- | ------------------------------- | --- | --- | ------------------------------------------------------------------------------ | ----- |
| 1    | 22.11.2024 | Лиллехаммер      | НТ 140 м Командные соревнования | Германия · Селина Фрайтаг · Андреас Веллингер · Катарина Шмид · Пиус Пашке                             | Норвегия · Анна Удине Стрём · Кристоффер Эриксен Сундал · Эйрин Мария Квандал · Мариус Линнвик         | Австрия · Лиза Эдер · Даниэль Чофениг · Ева Пинкельниг · Ян Хёрль              |       |
| 2    | 31.01.2025 | Виллинген        | БТ 147 м Командные соревнования | Норвегия · Теа Миньян Бьёрсет · Кристоффер Эриксен Сундал · Эйрин Мария Квандал · Йоханн Андре Форфанг | Австрия · Лиза Эдер · Ян Хёрль · Жаклин Зайфридсбергер · Даниэль Чофениг                               | Германия · Катарина Шмид · Филипп Раймунд · Селина Фрайтаг · Андреас Веллингер |       |
| 3    | 08.02.2025 | Лейк-Плэсид      | НТ 128 м Командные соревнования | Германия · Агнес Рейш · Филипп Раймунд · Селина Фрайтаг · Андреас Веллингер                            | Норвегия · Теа Миньян Бьёрсет · Кристоффер Эриксен Сундал · Эйрин Мария Квандал · Йоханн Андре Форфанг | Австрия · Лиза Эдер · Ян Хёрль · Жаклин Зайфридсбергер · Даниэль Чофениг       |       |

## Порядок начисления очков
| Место          | 1   | 2   | 3   | 4   | 5   | 6   | 7   | 8  | 9  | 10 | 11 | 12 | 13 | 14 | 15 | 16 | 17 | 18 | 19 | 20 | 21 | 22 | 23 | 24 | 25 | 26 | 27 | 28 | 29 | 30 |
| -------------- | --- | --- | --- | --- | --- | --- | --- | -- | -- | -- | -- | -- | -- | -- | -- | -- | -- | -- | -- | -- | -- | -- | -- | -- | -- | -- | -- | -- | -- | -- |
| Индивидуальные | 100 | 80  | 60  | 50  | 45  | 40  | 36  | 32 | 29 | 26 | 24 | 22 | 20 | 18 | 16 | 15 | 14 | 13 | 12 | 11 | 10 | 9  | 8  | 7  | 6  | 5  | 4  | 3  | 2  | 1  |
| Парные         | 200 | 160 | 120 | 100 | 80  | 70  | 60  | 50 | 40 | 30 | 20 | 10 |    |    |    |    |    |    |    |    |    |    |    |    |    |    |    |    |    |    |
| Командные      | 400 | 350 | 300 | 250 | 200 | 150 | 100 | 50 |    |    |    |    |    |    |    |    |    |    |    |    |    |    |    |    |    |    |    |    |    |    |

## Зачёт Кубка мира

### Мужчины
| Место | 29 стартов           | Очки |
| ----- | -------------------- | ---- |
|       | Даниэль Чофениг      | 1805 |
| 2     | Ян Хёрль             | 1652 |
| 3     | Штефан Крафт         | 1290 |
| 4     | Анже Ланишек         | 1056 |
| 5     | Пиус Пашке           | 1006 |
| 6     | Грегор Дешванден     | 996  |
| 7     | Андреас Веллингер    | 989  |
| 8     | Йоханн Андре Форфанг | 955  |
| 9     | Рёю Кобаяси          | 910  |
| 10    | Домен Превц          | 776  |

| Место | Спортсмен         | Очки |
| ----- | ----------------- | ---- |
| 1     | Домен Превц       | 485  |
| 2     | Анже Ланишек      | 317  |
| 3     | Андреас Веллингер | 310  |
| 4     | Рёю Кобаяси       | 280  |
| 5     | Тими Зайц         | 268  |
| 6     | Даниэль Чофениг   | 224  |
| 7     | Ян Хёрль          | 200  |
| 8     | Штефан Крафт      | 185  |
| 9     | Грегор Дешванден  | 165  |
| 10    | Карл Гайгер       | 162  |

### Женщины
| Общий зачёт \| Место \| После 24 этапов \| Очки \| \| ----- \| --------------------- \| ---- \| \| \| Ника Превц \| 1933 \| \| 2 \| Селина Фрайтаг \| 1293 \| \| 3 \| Катарина Шмид \| 1201 \| \| 4 \| Эйрин Мария Квандал \| 1026 \| \| 5 \| Жаклин Зайфридсбергер \| 978 \| \| 6 \| Лиза Эдер \| 877 \| \| 7 \| Ева Пинкельниг \| 819 \| \| 8 \| Анна Удине Стрём \| 801 \| \| 9 \| Эма Клинец \| 710 \| \| 10 \| Александрия Лутитт \| 681 \| |                       |      |
| Место | После 24 этапов       | Очки |
| | Ника Превц            | 1933 |
| 2 | Селина Фрайтаг        | 1293 |
| 3 | Катарина Шмид         | 1201 |
| 4 | Эйрин Мария Квандал   | 1026 |
| 5 | Жаклин Зайфридсбергер | 978  |
| 6 | Лиза Эдер             | 877  |
| 7 | Ева Пинкельниг        | 819  |
| 8 | Анна Удине Стрём      | 801  |
| 9 | Эма Клинец            | 710  |
| 10 | Александрия Лутитт    | 681  |

## Зачёт кубка наций
| Место | Сборная   | Очки |
| ----- | --------- | ---- |
| 1     | Германия  | 4241 |
| 2     | Норвегия  | 3719 |
| 3     | Австрия   | 3624 |
| 4     | Словения  | 3291 |
| 5     | Япония    | 2314 |
| 6     | Канада    | 1280 |
| 7     | Италия    | 688  |
| 8     | Финляндия | 555  |
| 9     | США       | 382  |
| 10    | Франция   | 328  |

| Место | Сборная   | Очки |
| ----- | --------- | ---- |
|       | Австрия   | 8343 |
| 2     | Германия  | 4523 |
| 3     | Норвегия  | 3956 |
| 4     | Словения  | 3892 |
| 5     | Япония    | 2421 |
| 6     | Польша    | 2062 |
| 7     | Швейцария | 1553 |
| 8     | США       | 875  |
| 9     | Финляндия | 414  |
| 10    | Эстония   | 265  |

## Достижения
Первая победа на этапах Кубка мира
| Мужчины - Даниэль Чофениг — 1 победа в карьере (трамплин в Висле); | Женщины |

Первый подиум на этапах Кубка мира
| Мужчины - Максимилиан Ортнер — третье место в Лиллихаммере; - Павел Вонсек — третье место в Лахти; | Женщины - Агнес Рейш — второе место в Лейк-Плэсиде; - Теа Миньян Бьёрсет — третье место в Энгельберге; |

Победы на этапах Кубка мира
| Мужчины - Даниэль Чофениг — 8 победа в сезоне (8 в карьере); - Пиус Пашке — 5 победа в сезоне (6 в карьере); - Рёю Кобаяси — 3 победа в сезоне (35 в карьере); - Домен Превц — 3 победа в сезоне (9 в карьере); - Штефан Крафт — 2 победа в сезоне (45 в карьере); - Андреас Веллингер — 2 победа в сезоне (9 в карьере); - Анже Ланишек — 2 победы в сезоне (8 в карьере); - Ян Хёрль — 2 победа в сезоне (5 в карьере); - Йоханн Андре Форфанг — 1 победа в сезоне (6 в карьере); - Тими Зайц — 1 победа в сезоне (5 в карьере); | Женщины - Ника Превц — 15 победа в сезоне (22 в карьере); - Катарина Шмид — 4 победа в сезоне (19 в карьере); - Эйрин Мария Квандал — 2 победа в сезоне (6 в карьере); - Ева Пинкельниг — 1 победа в сезоне (16 в карьере); - Жаклин Зайфридсбергер — 1 победа в сезоне (3 в карьере); - Александрия Лутитт — 1 победа в сезоне (2 в карьере); |